# Aşk Laftan Anlamaz
Aşk Laftan Anlamaz (en Idioma turco: el amor no entiende de palabras) es una serie de televisión turca emitida en Show TV. La ficción, protagonizada por Hande Erçel y Burak Deniz, se emitió entre el 15 de junio de 2016 y el 19 de febrero de 2017. El argumento transcurre en la empresa textil Sarte, situada en Estambul, donde se produce un romance entre los protagonistas.

## Trama
Murat Sarsılmaz (Burak Deniz) es el heredero de la familia del emperador textil Sarsılmaz, mientras que Hayat (Hande Erçel) es una chica de origen humilde que nació en Giresun y vive en Estambul con sus dos amigas. Esta, debido a una confusión con su identidad, comienza a trabajar como asistente personal de Murat Sarsılmaz en la compañía, donde se desarrolla el romance entre él y Hayat. Aunque su relación comienza con mal pie, continúa con una historia de amor a pesar de las adversidades.

## Reparto

### Reparto principal
- Burak Deniz como Murat Sarsılmaz.
- Hande Erçel como Hayat Uzun Sarsılmaz.
- Oğuzhan Karbi como Doruk Sarsılmaz.
- Özcan Tekdemir como Aslı Soykan Sarsılmaz.
- Merve Çağıran como İpek Barbaros Akar.
- Bülent Emrah Parlak como Cemil Uzun.
- Demet Gül como Tuval Yanıkoğlu.
- Süleyman Felek como Kerem Akar.
- İsmail Ege Şaşmaz como İbrahim.
- Birand Tunca como Emre Azatoğlu.
- Betül Çobanoğlu como Derya Sarsılmaz.
- Cem Emüler como Nejat Sarsılmaz.
- Nazan Diper como Azime Sarsılmaz.
- Metin Akpınar como Haşmet Uzun.
- Evren Duyal como Fadime (Fadik).
- Sultan Köroğlu Kılıç como Emine Uzun.

### Reparto recurrente
- Elif Doğan como Suna Pektas.
- Metehan Kuru como Gökçe.
- Oğuz Okul como Kemal Pektas.
- Gözde Kocaoğlu Yağmur como Çağla.
- Tuğçe Karabacak como Didem.
- Alp Navruz como Cenk.

## Temporadas
| Temporada | Temporada | Episodios | Rango de episodios | Emisión original    | Emisión original      |
| Temporada | Temporada | Episodios | Rango de episodios | Inicio              | Final                 |
| --------- | --------- | --------- | ------------------ | ------------------- | --------------------- |
|           | 1         | 31        | 1 - 31             | 15 de junio de 2016 | 19 de febrero de 2017 |